# Mancio de Corpus Christi
Mancio de Corpus Christi (Becerril de Campos (Palencia) ca 1507, † Convento de San Esteban, Salamanque 1576) est un théologien dominicain espagnol.

## Biographie
On connaît mal ses origines, sans doute était-il fils illégitime. Il entre dans l'ordre dominicain au Couvent San Esteban à Salamanque (1524), au moment de la réforme et de l'observance stricte promue par Juan Hurtado, la même année que Melchor Cano. Il poursuit ses études de théologie à Salamanque sous la direction de Francisco de Vitoria et Domingo de Soto. Il fait partie du groupe de disciples de Vitoria, parmi Melchor Cano, Vicente Barrón, Martín de Ledesma, Andrés de Tudela et Domingo de Santa Cruz. Mancio semble initialement avoir voulu se consacrer à la vie de missionnaire, et demande de partir en Amérique. On le retrouve ainsi à Séville en 1530, où les dominicains le poussent à se présenter à la chaire de théologie fondée par Diego de Deza, mais qu'il n'obtient pas. Il reste toutefois au Collège de Saint Thomas de Séville de 1530 à 1535. Il est ensuite réclamé par son couvent d'origine, San Esteban, et est envoyé brièvement à Paris (1535) pour des affaires internes à l'ordre, mais il ne semble pas y avoir fréquenté l'université. On perd alors sa trace jusque 1546, sans doute a-t-il enseigné dans quelque studium de province. En 1546, il est inscrit à l'Université de Sigüenza pour obtenir ses diplômes en théologie, sans doute dans la perspective de remplacer Melchor Cano à Alcalá, qui s'apprêtait alors à partir pour Salamanque occuper la chaire vacante de Francisco de Vitoria. En 1548, il obtient la chaire de Saint Thomas de l’Université d’Alcalá, et les chaires étaient communément octroyées pour une durée de quatre ans. Mancio conserve la sienne jusque 1564, et il est à ce titre un chainon important de l’influence de l’enseignement du salmantin Vitoria sur le thomisme d’Alcalá, la chaire ayant auparavant été occupée par Andrés de Tudela (1539-40) et Melchor Cano (1543-46). Après seize années à Alcalá, Mancio revient à l’Université de Salamanque : à la mort de Pedro de Sotomayor (1564), la chaire de prime de Salamanque était vacante, et Mancio l’obtient sans concurrence, meme s’il semble que l’augustin Juan de Guevara avait des visées sur la chaire. Il commence à enseigner à Salamanque le 22 novembre 1564, avec un cours sur la IIa-IIae de Thomas d'Aquin. Mancio de Corpus Christi enseigne à Salamanque jusqu’à sa mort, pendant douze ans. C'est pendant ces années que Mancio a enseigné la théologie au jeune jésuite Francisco Suárez, dont il est parfois considéré comme le mentor théologique. Durant sa période salmantine, il participa également à plusieurs procès inquisitoriaux dont celui de Gaspar Grajal, Martínez de Cantalapiedra (1572-75) et celui de Luis de León (1574-75), qui avait été son ancient élève. Mancio joua de toute evidence un rôle important dans l’absolution de ce dernier, qui le considéra toujours comme son défenseur.